# Bad Buchau
Bad Buchau è una città tedesca situata nel land del Baden-Württemberg.

## Storia
Il centro di Buchau si è sviluppato intorno all'importante abbazia principesca locale e già nel 1322 la cittadina acquistò l'indipendenza col titolo di città libera dell'Impero con diritti di mercato. 
La sua ricchezza economica progredì grazie anche alla fiorente comunità ebraica che vi trovò rifugio e che dal 1577 si vide garantite protezione e privilegi, fino al permesso di aprirvi nel 1730 una sinagoga. Benché divenuta nel corso del XVI secolo di fede protestante evangelica la popolazione convisse sempre in armonia con il principato abbaziale femminile che era rimasto di fede cattolica.
La città fece parte del Collegio delle città imperiali con diritto di voto al Reichstag nel banco delle città sveve.
Mediatizzata nel 1803 con la riforma voluta dal Reichsdeputationshauptschluss fu ceduta con l'abbazia ai principi von Thurn und Taxis finché questi nel 1806 la cedettero al nuovo Regno di Württemberg.

### Simboli
Lo stemma di Bad Buchau è documentato su sigilli dal 1390.
Il faggio (in tedesco Buche) è un'arma parlante. Il pesce indica la posizione del comune sul lago Federsee.